# Anomiopus gilli
Anomiopus gilli là một loài bọ cánh cứng trong họ Bọ hung (Scarabaeidae).